# Seppl Lamprecht
Seppl Lamprecht (* 3. Jänner 1969 in Meran; † 28. Dezember 2010 in Bozen) war ein Südtiroler Bauer und Politiker. Von 1998 bis zu seinem Tod war er Abgeordneter der Südtiroler Volkspartei im Landtag und damit gleichzeitig im Regionalrat Trentino-Südtirol.

## Leben
Seppl Lamprecht wurde am 3. Jänner 1969 als jüngstes Kind von Elisabeth und Josef Lamprecht geboren. Aufgewachsen ist er gemeinsam mit den Geschwistern Matthias „Hias“ und Annelies am elterlichen Hof, dem „Oberscherer Hof“, einem Obst-, Wein- und Milchwirtschaftsbetrieb in Marling. Nach Abschluss der Mittelschule 1983 entschied sich Lamprecht für den Besuch der Oberschule für Landwirtschaft in Auer.
Nach Erlangung der Matura folgte die Eintragung in das Berufsalbum der Diplomierten Agrartechniker (Perito Agrario). Lamprecht arbeitete einige Zeit als freiberuflicher Agrartechniker und als Lehrer an der Landwirtschaftlichen Oberschule in Auer. Sein Studium der Wirtschaftswissenschaften an der Universität Trient musste er aufgrund der plötzlichen Erkrankung seines Vaters abbrechen, um am elterlichen Hof mitzuarbeiten. Etwa zur selben Zeit begann auch sein Engagement für die Südtiroler Volkspartei (SVP) und den Südtiroler Bauernbund (SBB). Von 1991 bis 1997 war er SVP-Ortsobmann seines Heimatdorfes.
Im Bauernbund und der Jugendorganisation des Verbandes, der Südtiroler Bauernjugend (SBJ), war er in mehreren Funktionen tätig: von 1989 bis 1995 als Ortsobmann der Südtiroler Bauernjugend in Marling und als Bezirksobmann der SBJ Burggrafenamt, von 1993 bis 1999 als Landesobmann der Südtiroler Bauernjugend, von 1996 bis 2009 als Bauernbundbezirksobmann im Burggrafenamt und ab Februar 2009 als stellvertretender Landesobmann des Südtiroler Bauernbundes.
1995 übernahm er den Obst- und Weinhof „Lahnerhof“ in Marling und sanierte den denkmalgeschützten Hof. Zwei Jahre später eröffnete er gemeinsam mit seinem Bruder Matthias die Bauernbrennerei Lahnerhof, die sich auf die Produktion von Obstbränden und Edeldestillaten spezialisiert hat.
Seppl Lamprecht war im Genossenschaftswesen tätig. Als eingetragener „Wirtschafts- und Rechnungsprüfer“ (revisore contabile) war er Mitglied im Kontrollausschuss der Burggräfler Kellereigenossenschaft. Weiters war er Obmannstellvertreter der örtlichen Raiffeisenkasse sowie stellvertretender Präsident der Südtiroler Landwirtschaftlichen Hauptgenossenschaft (Consorzio Agrario Bolzano), die auch im Trentino tätig ist.
1998 wurde Seppl Lamprecht mit knapp 30 Jahren als jüngster Abgeordneter in den Südtiroler Landtag und damit gleichzeitig in den Regionalrat Trentino-Südtirol gewählt. In der Legislaturperiode von 2003 bis 2008 war er Vorsitzender der SVP-Regionalratsfraktion. Bei den Landtagswahlen 2008 erzielte er 10.713 Vorzugsstimmen und wurde zum Vizepräsidenten des Regionalrates gewählt. Im Jahr 2011 hätte er aufgrund des Rotationsprinzipes die Präsidentschaft des Regionalrates vom damaligen Präsidenten Marco Depaoli übernehmen sollen.
Seppl Lamprecht starb am 28. Dezember 2010 kurz vor seinem 42. Geburtstag an einem Herzinfarkt.